# Ужгород (аэропорт)
Международный аэропорт У́жгород (укр. Міжнародний аеропорт Ужгород; ИАТА: UDJ, ИКАО: UKLU) — международный аэропорт в Ужгороде, Украина. 
Уникален тем, что самолёты взлетают и заходят на посадку через воздушное пространство Словакии (граница — на расстоянии 100 метров от торца ВПП).
Аэропорт находится на западной окраине Ужгорода. Обслуживал до февраля 2022 самолёты внутренних, и региональных рейсов. Расположен в самой западной части города, в районе Червеница, по улице Собранецкая.
В феврале 2022 года приостановил свою работу на неопределенный срок, из за вторжения России на Украину, тем временем отменив все рейсы.

## Технические характеристики
Аэропорт Ужгорода — горный, имеет два терминала (региональный и международный) и асфальтобетонную взлётно-посадочную полосу длиной 2038 м и шириной 40 м, что позволяет принимать как среднемагистральные пассажирские самолёты, так и самолёты международных рейсов класса Airbus A320 и Boeing 737.

## История
Первый полёт из Ужгорода в Прагу был совершён в 1929 году.
В 2010-х годах рейсы в аэропорт выполняла лишь одна авиакомпания «Мотор Сич», обслуживая маршрут Киев — Ужгород. В феврале 2016 года рейсы были прекращены, причиной этого послужило то, что Госавиаслужба Украины приостановила действие сертификата авиабезопасности аэропорта. Вскоре, администрация аэропорта решила данную проблему, и полёты были возобновлены. С июня 2016 года в связи с окончанием договора между Украиной и Словакией, были отменены регулярные рейсы, и аэропорт принимал только чартерные и экстренные.
В сентябре 2016 года управление Закарпатской области вели переговоры с авиакомпанией МАУ по поводу возобновления рейсов, однако, для этого был необходим ремонт ВПП и навигационного оборудования, а также обустроить аэропорт необходимой компьютерной и обслуживающей авиатехникой.
В конце 2018 аэропорт прошёл сертификацию EASA, и с 15 марта 2019 года были возобновлены регулярные рейсы. Первый рейс из Ужгорода в Киев с остановкой во Львове выполнила авиакомпания «Мотор Сич». Полёт был совершен самолётом типа Ан-24. С 17 мая по 3 июня 2019 года «Мотор Сич» приостановила выполнение регулярных рейсов Львов — Ужгород и Ужгород — Львов. 
24 сентября 2020 Украина и Словакия подписали договор о совместном использовании воздушного пространства, тем самым разрешив полноценное возобновление работы аэропорта.
В мае 2021 было проведено расширение рулежной дорожки и перрона аэродрома. В июне того же года украинская авиакомпания Windrose Airlines запустила регулярные рейсы из Ужгорода в Киев. Рейсы выполнялись на самолётах ATR 72, которые доставляют пассажиров в Киев за 1 час 50 мин. В перспективе компании есть планы открыть рейсы из  Ужгорода в Одессу, Харьков и Днепр.

## Статистика
Данные из запроса в Викиданные.